# 1479 км (платформа)
1479 км — пасажирський залізничний зупинний пункт Кримської дирекції Придніпровської залізниці на електрифікованій лінії Джанкой — Севастополь між станцією Поштова (3 км) та зупинним пунктом Платформа 1473 км (5 км). Розташований на околиці села Приятне Свідання Бахчисарайського району Автономної Республіки Крим.

## Пасажирське сполучення

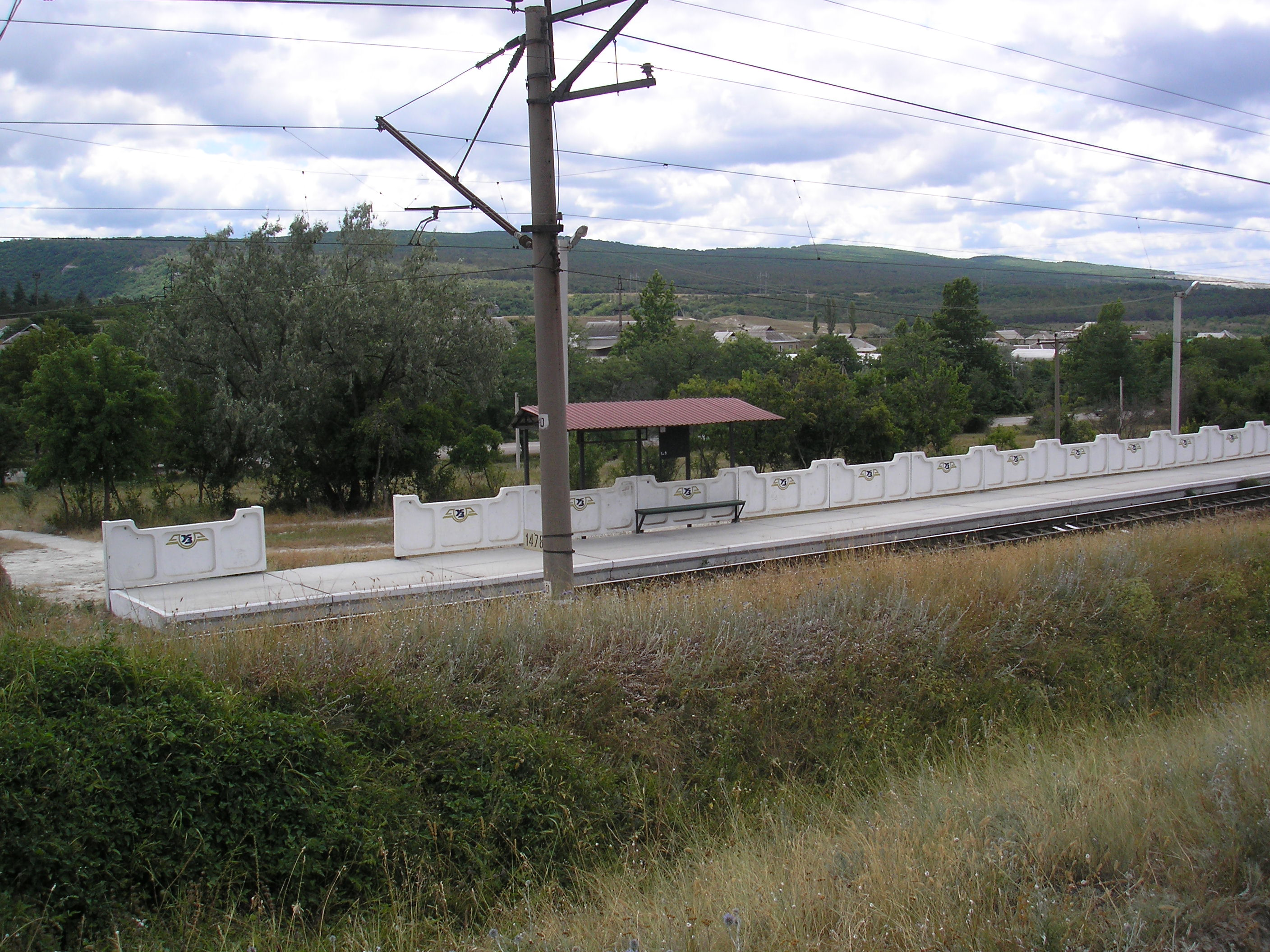
Платформа 1479 км

На Платформі 1479 км зупиняються приміські електропоїзди сполученням Сімферополь — Севастополь.